# La Frette (Saône-et-Loire)
Pour les articles homonymes, voir La Frette.
La Frette est une commune française située dans le département de Saône-et-Loire, en région Bourgogne-Franche-Comté.

## Géographie
La Frette fait partie de la Bresse louhannaise. La commune est à 17 km de Louhans et à 29 km de Chalon-sur-Saône.

### Communes limitrophes
La Frette compte plus de 20 hameaux et écarts : la Bêcherie, le Bois Philibert, la Boulée, le Bourg, le Breula, le Chalet, Champteint, Chapeau Blanc, le Colombier, la Collonge, la Corvée, la Crenière, la Grange des Bois, la Gravière, le Moulin David, le Nièvre, le Roussot, les Sept Chênes, la Toupe, la Varenne, et le Vernois.

### Climat
Pour des articles plus généraux, voir Climat de la Bourgogne-Franche-Comté et Climat de Saône-et-Loire.
En 2010, le climat de la commune est de type climat océanique dégradé des plaines du Centre et du Nord, selon une étude du Centre national de la recherche scientifique s'appuyant sur une série de données couvrant la période 1971-2000. En 2020, Météo-France publie une typologie des climats de la France métropolitaine dans laquelle la commune est exposée à un climat semi-continental et est dans la région climatique Bourgogne, vallée de la Saône, caractérisée par un bon ensoleillement (1 900 h/an), un été chaud (18,5 °C), un air sec au printemps et en été et des vents faibles.
Pour la période 1971-2000, la température annuelle moyenne est de 11,3 °C, avec une amplitude thermique annuelle de 17,8 °C. Le cumul annuel moyen de précipitations est de 939 mm, avec 11,1 jours de précipitations en janvier et 7,5 jours en juillet. Pour la période 1991-2020, la température moyenne annuelle observée sur la station météorologique de Météo-France la plus proche, « Montpont », sur la commune de Montpont-en-Bresse à 13 km à vol d'oiseau, est de 11,8 °C et le cumul annuel moyen de précipitations est de 1 026,2 mm. 
La température maximale relevée sur cette station est de 40,3 °C, atteinte le 31 juillet 2020 ; la température minimale est de −16,5 °C, atteinte le 20 décembre 2009,,.
Les paramètres climatiques de la commune ont été estimés pour le milieu du siècle (2041-2070) selon différents scénarios d'émission de gaz à effet de serre à partir des nouvelles projections climatiques de référence DRIAS-2020. Ils sont consultables sur un site dédié publié par Météo-France en novembre 2022.

## Urbanisme

### Typologie
Au 1er janvier 2024, La Frette est catégorisée commune rurale à habitat très dispersé, selon la nouvelle grille communale de densité à sept niveaux définie par l'Insee en 2022.
Elle est située hors unité urbaine et hors attraction des villes,.

### Occupation des sols
L'occupation des sols de la commune, telle qu'elle ressort de la base de données européenne d’occupation biophysique des sols Corine Land Cover (CLC), est marquée par l'importance des territoires agricoles (71,8 % en 2018), une proportion identique à celle de 1990 (71,8 %). La répartition détaillée en 2018 est la suivante : zones agricoles hétérogènes (38,8 %), forêts (26,1 %), terres arables (23,5 %), prairies (9,4 %), milieux à végétation arbustive et/ou herbacée (2,1 %). L'évolution de l’occupation des sols de la commune et de ses infrastructures peut être observée sur les différentes représentations cartographiques du territoire : la carte de Cassini (XVIIIe siècle), la carte d'état-major (1820-1866) et les cartes ou photos aériennes de l'IGN pour la période actuelle (1950 à aujourd'hui).

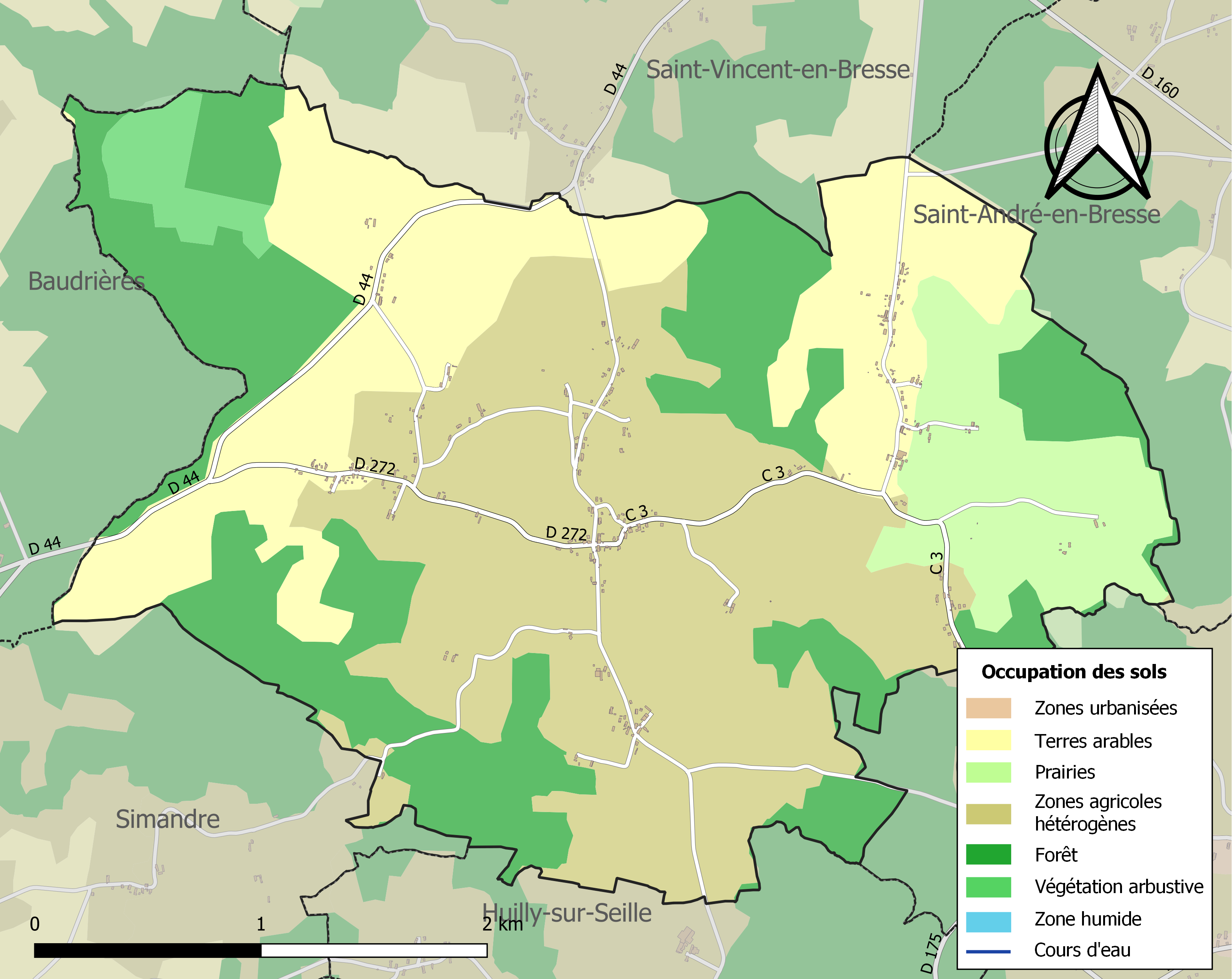
Carte des infrastructures et de l'occupation des sols de la commune en 2018 (CLC).

## Histoire
Sous l'Ancien Régime, l'église de La Frette est celle d'un prieuré et a pour patron l'abbé de Baume-les-Messieurs. Ensuite elle fait partie de l'archiprêtré de Bresse : au début du XVIIIe siècle, elle est rattachée à celui d'Ormes.

## Politique et administration

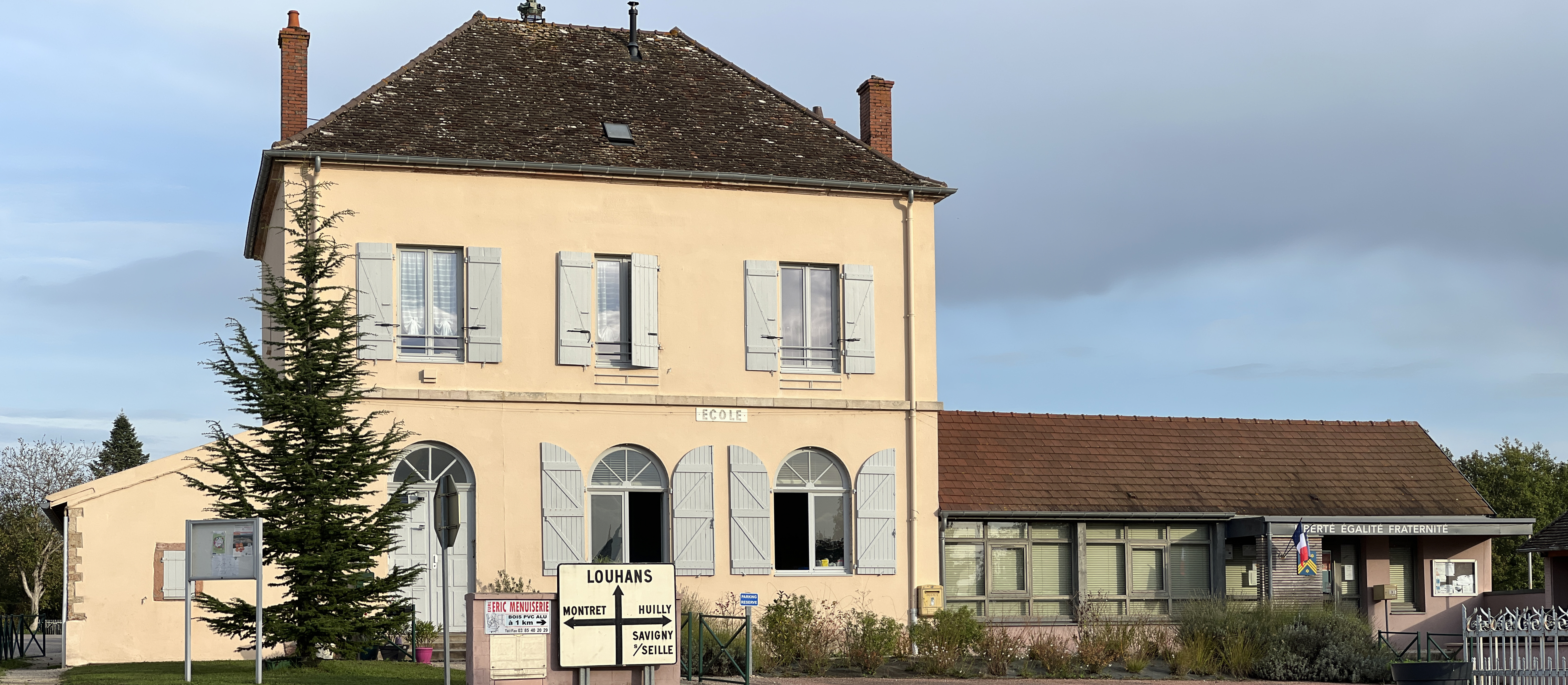
Mairie-école.

### Tendances politiques et résultats

#### Élections législatives
Le village de la Frette faisant partie de la quatrième circonscription de Saône-et-Loire, place lors du 1er tour des élections législatives françaises de 2017, Stéphane Gros (LR) avec 33,67 % des suffrages. Mais lors du second tour, il s'agit de Cécile Untermaier (PS) qui arrive en tête avec 78,26 % des suffrages.
Lors du 1er tour des élections législatives françaises de 2022, Cécile Untermaier (PS), députée sortante, arrive en tête avec 52,56 % des suffrages comme lors du second tour, avec cette fois-ci, 68,42 % des suffrages.

#### Élections régionales
Le village de la Frette place la liste « Pour une Région qui vous Protège » menée par Julien Odoul (RN), dès le 1er tour des élections régionales de 2021 en Bourgogne-Franche-Comté, avec 26,42 % des suffrages. Lors du second tour, les habitants décideront de placer la liste de « Notre Région Par Cœur » menée par Marie-Guite Dufay, présidente sortante (PS) en tête, avec cette fois-ci, près de 38,60 % des suffrages. Devant les autres listes menées par Julien Odoul (RN) en seconde position avec 29,82 %, Gilles Platret (LR), troisième avec 28,07 % et en dernière position celle de Denis Thuriot (LaREM) avec 3,51 %. Il est important de souligner une abstention record lors de ces élections qui n'ont pas épargné Le village de la Frette avec lors du premier tour 69,66 % d'abstention et au second, 67,42 %.

#### Élections départementales
Le village de la Frette faisant partie du canton de Cuiseaux place le binôme de Sébastien Fierimonte (DIV) et Carole Rivoire-Jacquinot (DIV), en tête, dès le 1er tour des élections départementales de 2021 en Saône-et-Loire avec 38,78 % des suffrages. Lors du second tour, les habitants décideront de placer le binôme de Frédéric Cannard (DVG) et Sylvie Chambriat (DVG), en tête, avec cette fois-ci, près de 60,71 % des suffrages. Devant l'autre binôme menée par Sébastien Fierimonte (DIV) et Carole Rivoire-Jacquinot (DIV) qui obtient 39,29 %. Il est important de souligner une abstention record lors de ces élections qui n'ont pas épargné le village de la Frette avec lors du premier tour 69,66 % d'abstention et au second, 67,42 %.

### Liste des maires de la commune
| Période                                  | Période   | Identité         | Étiquette | Qualité |
| ---------------------------------------- | --------- | ---------------- | --------- | ------- |
| mars 2001                                | mars 2008 | Gérard Drapier   |           |         |
| mars 2008                                | mars 2014 | Pierre Lonjaret  |           |         |
| mars 2014                                | mai 2020  | Philippe Pernot  |           |         |
| mai 2020                                 | en cours  | Patrick Villerot |           |         |
| Les données manquantes sont à compléter. |           |                  |           |         |

## Démographie
L'évolution du nombre d'habitants est connue à travers les recensements de la population effectués dans la commune depuis 1793. Pour les communes de moins de 10 000 habitants, une enquête de recensement portant sur toute la population est réalisée tous les cinq ans, les populations de référence des années intermédiaires étant quant à elles estimées par interpolation ou extrapolation. Pour la commune, le premier recensement exhaustif entrant dans le cadre du nouveau dispositif a été réalisé en 2007.

En 2022, la commune comptait 251 habitants, en évolution de +3,29 % par rapport à 2016 (Saône-et-Loire : −1,06 %, France hors Mayotte : +2,11 %).
| 1793 | 1800 | 1806 | 1821 | 1831 | 1836 | 1841 | 1846 | 1851 |
| ---- | ---- | ---- | ---- | ---- | ---- | ---- | ---- | ---- |
| 467  | 360  | 543  | 547  | 546  | 509  | 515  | 517  | 510  |

| 1856 | 1861 | 1866 | 1872 | 1876 | 1881 | 1886 | 1891 | 1896 |
| ---- | ---- | ---- | ---- | ---- | ---- | ---- | ---- | ---- |
| 571  | 544  | 604  | 617  | 639  | 620  | 606  | 599  | 543  |

| 1901 | 1906 | 1911 | 1921 | 1926 | 1931 | 1936 | 1946 | 1954 |
| ---- | ---- | ---- | ---- | ---- | ---- | ---- | ---- | ---- |
| 544  | 578  | 571  | 515  | 503  | 492  | 444  | 427  | 401  |

| 1962 | 1968 | 1975 | 1982 | 1990 | 1999 | 2006 | 2007 | 2012 |
| ---- | ---- | ---- | ---- | ---- | ---- | ---- | ---- | ---- |
| 336  | 321  | 306  | 272  | 238  | 210  | 206  | 205  | 241  |

| 2017 | 2022 | - | - | - | - | - | - | - |
| ---- | ---- | - | - | - | - | - | - | - |
| 241  | 251  | - | - | - | - | - | - | - |

## Culture locale et patrimoine

### Lieux et monuments
- Église de la Conversion-de-Saint-Paul, romane, du XIIe siècle, classée monument historique.

### Personnalités liées à la commune
- Louis Thibaudet (1901-1980), peintre post-impressionniste, professeur à l'école nationale des Beaux-Arts de Bourges (1943-1964).

### Héraldique
| Blason de Frette (La) | Blason  | D'azur à trois chevrons d'or accompagnés de trois molettes du même. |
| Blason de Frette (La) | Détails | Le statut officiel du blason reste à déterminer.                    |

## Pour approfondir